# EChO (nau espacial)
El Exoplanet Characterisation Observatory (EChO) és una proposta de telescopi espacial que ha estat seleccionada per a estudis addicionals com a part del full de ruta del programa Cosmic Vision de l'Agència Espacial Europea, i està competint amb quatre missions per com a candidat del M3 del programa.
L'EChO serà la primera missió dedicada a investigar les atmosferes exoplanetaries, abordant la idoneïtat de vida en aquests planetes i col·locant en context el sistema solar. L'EChO proveirà observacions d'ones espectroscòpiques multilongitud d'ona d'alta resolució. Es mesurarà la composició atmosfèrica, temperatura i l'albedo d'una mostra representativa dels exoplanetes coneguts, restringint els models de la seva estructura interna i millorar la nostra comprensió de com els planetes es formen i evolucionen. Orbitarà al voltant del punt de Lagrange L2, a 1,5 milions de km de la Terra en una direcció contrària al Sol.

## Altres candidats a la missió M3
- MarcoPolo-R
- LOFT